# Palazzo della Banca di Stato
Il Palazzo della Banca di Stato di San Pietroburgo, commissionato da Caterina II, fu progettato dall'architetto italiano Giacomo Quarenghi e costruito fra il 1783 ed il 1800.

## Descrizione
Il palazzo si affaccia sul Canale Griboedov (un tempo noto come "Canale di Caterina la Grande") ed è collegato alla sponda opposta con Ponte della Banca, caratterizzato da 4 statue di grifoni alati. L'edificio è a pianta semicircolare.
Negli archivi dei Musei civici di Lecco è conservato un album dove sono contenute 7 tavole del progetto originario.

## Altre immagini

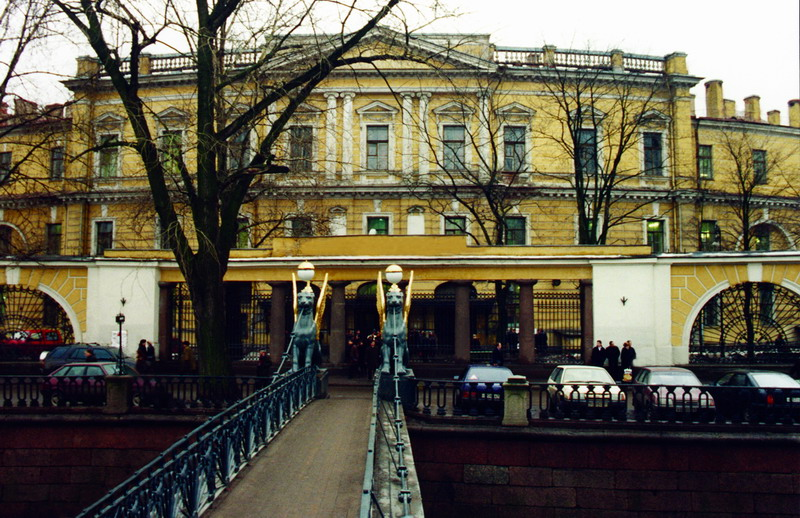
L'ingresso del palazzo dal ponte
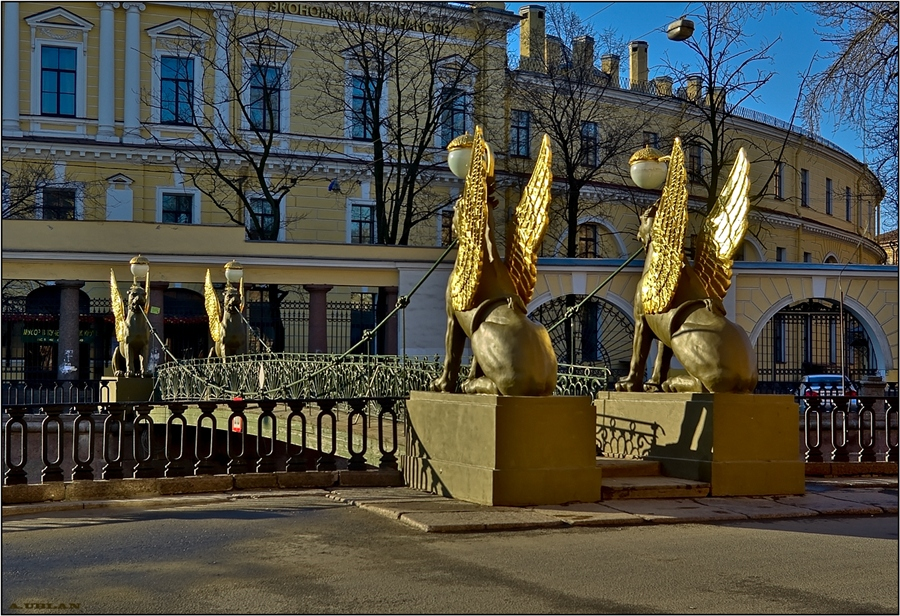
Il ponte di fronte al palazzo